# 利索韋 (巴爾區)
48°49′41″N 27°44′33″E / 48.82806°N 27.74250°E
利索韋（烏克蘭語：Лісове），是烏克蘭的村落，位於該國西南部文尼察州，由日梅林卡區負責管轄，面積18.45平方公里，海拔高度311米，2001年人口548，人口密度每平方公里29.7人。